# Allacta modesta
Allacta modesta är en kackerlacksart som först beskrevs av Brunner von Wattenwyl 1893.  Allacta modesta ingår i släktet Allacta och familjen småkackerlackor. Inga underarter finns listade i Catalogue of Life.